# Agenzia letteraria internazionale
L'Agenzia letteraria internazionale, in acronimo ALI, fu fondata a Torino  nel 1898 da Augusto Foà. Fu la prima agenzia a trattare i diritti di autori stranieri in Italia.
Tra gli autori più importanti del periodo si ricordano Arthur Conan Doyle e Rudyard Kipling. Trasferita la sede a Milano (con una parentesi bellica nel 1941 a Ivrea presso Adriano Olivetti), ad Augusto si affianca il figlio Luciano, affiancato e poi sostituito, dal 1951, da Erich Linder, che ne rimane presidente fino alla morte (1983). Nel dopoguerra la ALI inizia a rappresentare anche autori italiani; tra le decine di autori rappresentati si ricordano: Romano Bilenchi, Dino Buzzati, Benedetto Croce, Beppe Fenoglio, Ennio Flaiano, Alda Merini, Eugenio Montale, Indro Montanelli, Elsa Morante, Giorgio Scerbanenco, Leonardo Sciascia, Italo Svevo, Elio Vittorini.
Tra gli autori stranieri rappresentati vi sono: Ezra Pound, Erich Segal, Morris West. Dopo la morte di Erich Linder nel 1983 l'agenzia passa al figlio Dennis che la cede nel 1988 Donatella Barbieri, già presidente di Frassinelli e direttore generale di Sperling & Kupfer.
Nel 2008 è entrata nella società Chiara Boroli, che ne è diventata presidente. Nel giugno 2015 l'ALI si è fusa con altre due agenzie: «Luigi Bernabò & Associates», fondata nel 1989 da Daniela e Luigi Bernabò, e «Marco Vigevani & Associati», fondata da Marco Vigevani nel 2001. La nuova realtà ha preso il nome di «The Italian Literary Agency».